# 口之津町
口之津町（くちのつちょう）は、長崎県の島原半島にあった町。南高来郡に属した。船員の町として知られる。
2006年3月31日、周辺7町と対等合併し、南島原市となり消滅した。

## 地理
島原半島の南端に位置する。
- 山：富士山（ふるさと富士）、烽火山（のろしやま）
- 半島：早崎半島
- 河川：貝瀬川、与茂作川（よもさくがわ）
- 港湾：口之津港
- 海域：白浜海岸、早崎海峡（早崎瀬戸）
- 岬：天狗鼻、瀬詰崎、小早崎、白間崎、土平崎、宮崎鼻
- 断層：口之津断層

### 隣接する自治体
- 南高来郡加津佐町、南有馬町

## 歴史

### 近現代

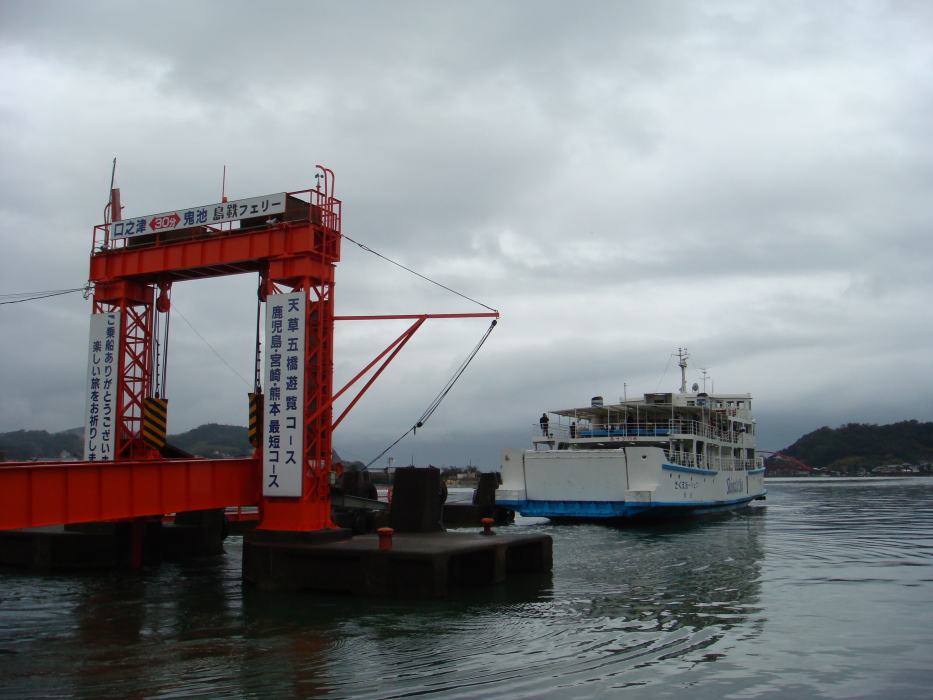
口之津港

三井三池炭鉱の石炭積出港として発展したが、三池内港が完成した後は衰退した。
- 1889年（明治22年）4月1日 - 町村制施行により、南高来郡口之津村が単独村制にて発足。
- 1928年（昭和3年）4月1日 - 口之津村が町制施行。口之津町となる[1]。
- 2006年（平成18年）3月31日 - 加津佐町・南有馬町・北有馬町・西有家町・有家町・布津町・深江町と合併し市制施行。南島原市が発足し、口之津町は自治体として消滅。

## 地域

### 地名
名を行政区域とする。口之津町は1889年の町村制施行時に単独で自治体として発足したため、大字は無し（発足当初は口之津村）。
なお、口之津町では名の名称を十干に置き換えて表記する。
- 甲 / 町名（まちみょう）
- 乙 / 早崎名
- 丙 / 西大屋名
- 丁 / 東大屋名

### 地区
町内では以下のように地区分けをしている。
- 久木山西（くぎやまにし）
- 白浜（しらはま）
- 久木山東（くぎやまひがし）
- 東方（とうぼう）
- 栄町（さかえまち）
- 八坂町（やさかまち）
- 仲町（なかまち）
- 西大泊（にしおおどまり）
- 東大泊（ひがしおおどまり）
- 南大泊（みなみおおどまり）

- 唐人町（とうじんまち）
- 真米（まごめ）
- 貝瀬（かいぜ）
- 木之崎（きのさき）
- 榎田（えのきだ）
- 港町（みなとまち）
- 前方（まえがた）
- 東（ひがし）
- 角屋（すみや）

- 中尾（なかお）
- 小利（おとし）
- 三軒屋（さんげんや）
- 金十谷（きんじゅだん）
- 野向（のむき）
- 紫竹（しちく）
- 加美（かみ）
- 中加美（なかがみ）
- 浜（はま）

## 行政
- 町長: 三原松朗（みはらまつろう）（最終代）

## 警察
- 口之津警察署（現: 南島原警察署）

## 教育

### 海上技術学校
- 国立口之津海上技術学校 - 独立行政法人海技教育機構所管

### 高等学校
- 長崎県立口加高等学校

### 中学校
- 口之津町立口之津中学校

### 小学校
- 口之津町立口之津小学校

### 研究機関
- 独立行政法人農業・食品産業技術総合研究機構 果樹研究所カンキツ研究口之津拠点

## 交通

### 道路
- 国道251号
- 国道389号

### 鉄道
- 島原鉄道
  - 東大屋駅 - 口之津駅 - 白浜海水浴場前駅 （旧町内全区間2008年3月31日限りで廃止）

### バス
- 島鉄バス
- 長崎県営バス（旧町内全区間2007年3月31日限りで廃止）

### タクシー
- 口之津観光タクシー

### フェリー
- 島鉄フェリー
  - 口之津港 - 鬼池港（熊本県天草郡五和町、現: 天草市）

### 空港
町内に空港はない。最寄り空港は長崎空港。

## 名所・旧跡・観光スポット
- 旧長崎税関口之津支署庁舎[2]
- 白浜キリシタン墓碑 [3]
- 口之津公園
- 開田公園
  - 南蛮船渡来の地[4]
- 瀬詰崎公園
- 早崎自然公園
- シーサイドパーク
- 口之津灯台
- 瀬詰崎灯台
- 白浜海水浴場
- イルカウォッチング・ウミガメ観察[5]

## 口之津町出身の著名人
- 永野万蔵（カナダへ移住した最初の日本人）[6]

## その他
- 観測施設：アメダス地域気象観測所（降水量、気温、風向・風速、日照時間）、検潮所